# Entre tú y mil mares
Tra te e il mare (en español: Entre tú y mil mares) es el quinto álbum de estudio de la cantante pop italiana Laura Pausini y su cuarto álbum en castellano, lanzado el 15 de septiembre de 2000, en edición italiana, y la edición en castellano se publicó el día 11 de septiembre.
Este es el segundo álbum en el que Pausini trabajó como productora en uno de sus discos, el álbum le valió una nominación al Latin Grammy Award en la categoría "Mejor álbum vocal pop femenino" en el año 2001 y también recibió una nominación al "Mejor productor del año". De este disco se desprenden los sencillos «Entre tú y mil mares», «Un error de los grandes», «Quiero decirte que te amo» y «Fíate de mí», también hay una canción que es dedicada a su padre en la que habla de la ausencia de él cuando se iba de gira, este disco es también el primero en que ya no toca temas adolescentes y es más maduro que su antecesor Mi respuesta de 1998. 
De acuerdo a la revista norteamericana Billboard, Entre tú y mil mares/Tra te e il mare en sus primeros tres meses logra vender más de 1 000 000 de copias, de las cuales 300 000 copias provienen de la región de América Latina. En el año 2012, el álbum había superado las 4 millones de copias a nivel mundial.
A finales de 2011, una canción llamada «Sonámbula» se filtró en Internet. Después de algunas polémicas que afirman que la canción era de Pausini perteneciente al álbum Inédito. Pausini confirmó que el fragmento de 30 segundos era de hecho una demostración de «Entre tú y mil mares» que no llegaron a un corte final.
La canción «Per vivere» fue escrita por Pausini después de que ella se fue a Río de Janeiro a principios de 1997 y observó a muchos niños en la calle. Desde ese mismo año, Pausini hace donaciones de dinero a la de Matos Duarte institución Romão.

## Lista de canciones

### Tra te e il mare
| N.º | Título                      | Letras                                     | Música                                     | Duración |  |
| 1.  | «Siamo noi»                 | Laura Pausini, Giuseppe Dati, Cheope       | Eric Buffat                                | 3:55     |  |
| 2.  | «Volevo dirti che ti amo»   | L. Pausini, Dati, Cheope                   | Buffat                                     | 4:03     |  |
| 3.  | «Il mio sbaglio più grande» | L. Pausini, Dati, Cheope                   | Andreas Carlsson, Alistair Thomson         | 3:06     |  |
| 4.  | «Tra te e il mare»          | Biagio Antonacci                           | Antonacci                                  | 3:49     |  |
| 5.  | «Viaggio con te»            | Fabrizio Pausini, Dati, Cheope             | Antonio Galbiati, Emanuela Cortesi         | 3:49     |  |
| 6.  | «Musica sarà»               | L. Pausini, Dati, Cheope                   | Nelgrado                                   | 3:22     |  |
| 7.  | «Anche se non-mi vuoi»      | L. Pausini, Dati, Cheope                   | Galbiati, Federica Fratoni, L. Pausini     | 3:56     |  |
| 8.  | «Fidati di me»              | L. Pausini, Dati, Cheope                   | Giuseppe Tosetto                           | 3:48     |  |
| 9.  | «Ricordami»                 | L. Pausini, Dati, Cheope                   | Fabrizio Baldoni, Gino de Stefani          | 4:07     |  |
| 10. | «Per vivere»                | L. Pausini, Dati, Cheope                   | Baldoni, de Stefani, Buffat, L. Pausini    | 4:04     |  |
| 11. | «Mentre la notte va»        | L. Pausini, Dati, Cheope                   | Mario Lavezzi                              | 3:29     |  |
| 12. | «Come si fa»                | L. Pausini, Falagiani                      | Marco Falagiani                            | 4:10     |  |
| 13. | «Jenny»                     | L. Pausini, Dati, Cheope                   | Fratoni, Sergio Vinci                      | 4:26     |  |
| 14. | «The Extra Mile»            | Tina Arena, Andrew Frampton, Pamela Sheyne | Tina Arena, Andrew Frampton, Pamela Sheyne | 4:07     |  |

### Entre tú y mil mares
| N.º | Título                      | Letras                                     | Música                                     | Adaptación en español | Duración |  |
| 1.  | «Somos hoy»                 | Laura Pausini, Giuseppe Dati, Cheope       | Eric Buffat                                | J. Badia              | 3:55     |  |
| 2.  | «Quiero decirte que te amo» | L. Pausini, Dati, Cheope                   | Buffat                                     | Badia                 | 4:03     |  |
| 3.  | «Un error de los grandes»   | L. Pausini, Dati, Cheope                   | Andreas Carlsson, Alistair Thomson         | Badia                 | 3:06     |  |
| 4.  | «Entre tú y mil mares»      | Antonacci                                  | Biagio Antonacci                           | Badia                 | 3:49     |  |
| 5.  | «La meta de mi viaje»       | Fabrizio Pausini, Dati, Cheope             | Antonio Galbiati, Emanuela Cortesi         | León Tristán          | 3:49     |  |
| 6.  | «Música será»               | L. Pausini, Dati, Cheope                   | Nelgrado                                   | Badia                 | 3:22     |  |
| 7.  | «Si no me quieres hoy»      | L. Pausini, Dati, Cheope                   | Galbiati, Federica Fratoni, L. Pausini     | Badia                 | 3:56     |  |
| 8.  | «Fíate de mí»               | L. Pausini, Dati, Cheope                   | Giuseppe Tosetto                           | Badia                 | 3:48     |  |
| 9.  | «Recuérdame»                | L. Pausini, Dati, Cheope                   | Fabrizio Baldoni, Gino de Stefani          | Badia                 | 4:07     |  |
| 10. | «Viviré»                    | L. Pausini, Dati, Cheope                   | Baldoni, de Stefani, Buffat, L. Pausini    | Badia                 | 4:04     |  |
| 11. | «Mientras la noche va»      | L. Pausini, Dati, Cheope                   | Mario Lavezzi                              | Badia                 | 3:29     |  |
| 12. | «Cómo se hará»              | L. Pausini, Falagiani                      | Marco Falagiani                            | Badia                 | 4:10     |  |
| 13. | «Jenny»                     | L. Pausini, Dati, Cheope                   | Fratoni, Sergio Vinci                      | Badia                 | 4:26     |  |
| 14. | «The Extra Mile»            | Tina Arena, Andrew Frampton, Pamela Sheyne | Tina Arena, Andrew Frampton, Pamela Sheyne | ——                    | 4:07     |  |

## Créditos
| - Michael Landau: guitarra eléctrica - Michael Thompson: guitarra eléctrica - Alan Darby: guitarra eléctrica - Andrea Braido: guitarra eléctrica - Riccardo Galardini: guitarra eléctrica - Gabriele Fersini: guitarra eléctrica - Max Costa: batería electrónica - Kurt Bisquera: batería electrónica - Dado Parisini: batería electrónica, batería electrónica, teclados, piano, coro - Celso Valli: batería electrónica, bajo eléctrico, teclados, piano - Eric Buffat: teclados, piano, coro - Antonio Galbiati: teclados, piano - Luca Bignardi: batería electrónica - KC Porter: batería electrónica, teclados, piano, coro - Ali Thomson: batería electrónica, teclados, piano - Andreas Carlsson: batería electrónica, teclados, piano, coro - Ben Robbins: teclados, piano - Nigel Rush: batería electrónica, teclados, piano - Curt Bisquera: batería - Alfredo Golino: batería - Massimo Pacciani: batería | - Pier Foschi: batería - Leland Sklar: bajo eléctrico - Cesare Chiodo: bajo eléctrico - Cico Cicognani: bajo eléctrico - Stefano Cantini: saxofón - Mirko Guerrini: flauta - Christopher Warren Green: Violín - Gavyn Wright: violín - The London Session Orchestra: violín - The London Orchestra: violín - Lucy Wakeford: arpa - Pam Shayne: coro - Mónica Magnani: coro - Lisa Abbot: coro - Sandy Chambers: coro - Emanuela Cortesi: coro - Antonella Pepe: coro - Federica Fratoni: coro - Stefano De Maco: coro - Luca Jurman: coro - Silvio Pozzoli: coro |

## Posicionamiento en las listas musicales

### Semanales y mensuales
| Alemania       | Media Control Charts              | 34 |
| Bélgica        | Ultratop 50 Valona                | 38 |
| España         | Álbumes Top 100                   | 3  |
| Estados Unidos | Top Latin Albums                  | 26 |
| Estados Unidos | Latin Pop Albums                  | 13 |
| Finlandia      | Albums Top 50                     | 4  |
| Francia        | Francia Top 200                   | 30 |
| Italia         | Classifiche Albums Top 100        | 2  |
| Países Bajos   | Dutch Album Top 100               | 40 |
| Suecia         | Sverigetopplistan - Albums Top 60 | 41 |
| Suiza          | Schweizer Hitparade Alben Top 100 | 2  |

## Certificaciones
| Territorio     | Organismo certificador | Certificación | Ventas certificadas | Simbolización | Ref.          |
| -------------- | ---------------------- | ------------- | ------------------- | ------------- | ------------- |
| Colombia       | ASINCOL                | Oro           | 50 000              | ●             | [ 22 ]        |
| España         | PROMUSICAE             | Platino       | 100 000             | ▲             | [ 23 ]        |
| Estados Unidos | RIAA                   | Platino       | 200 000             | ▲             | [ 24 ]        |
| Finlandia      | Musiikkituottajat      | Oro           | 29 059              | ●             | [ 25 ]        |
| Italia         | FIMI                   | 4x Platino    | 400 000             | 4▲            | [ 26 ]        |
| México         | AMPROFON               | Oro           | 105 000             | ●             | [ 27 ] [ 28 ] |
| Suiza          | IFPI - Suiza           | Platino       | 50 000              | ▲             | [ 29 ]        |